# Tony Wegas
Anton Hans Sarközi, känd under artistnamnet Tony Wegas, född 3 maj 1965 i Unterschützen, är en österrikisk sångare och skådespelare. 

## Biografi
Wegas slog igenom 1989 med singeln On My Way To Your Heart. Han deltog i den österrikiska uttagningen till Eurovision Song Contest (ESC) 1991 med bidraget Wunder dieser Welt och kom på andra plats. Han fick dock representera Österrike i Eurovision Song Contest 1992 med bidraget Zusammen geh'n. Han kom på 10:e plats med 63 poäng. Året därpå utsågs han åter till landets representant i tävlingen. Bidraget utsågs genom att han fick spela in 7 låtar som sedan spelades upp radio. Lyssnarna fick då rösta fram den låt de tyckte skulle framföras i ESC, vilket blev Maria Magdalena. Bidraget kom på 14:e plats med 32 poäng.
Wegas släppte sitt debutalbum, Feuerwerk, 1994. Som skådespelare har han bl.a. medverkat i TV-serien Tohuwabohu 1992-1998.

## Diskografi

### Album
- Feuerwerk (1994)
- ...für Dich (1995)
- The Very Best Of (2004)

### Singlar
- On My Way To Your Heart (1989)
- Copa Cagrana / Conga Cagrana (1990)
- Zusammen geh'n (1992)
- Maria Magdalena (1993)

## Filmer
- Hochwürden erbt das Paradies (1993)
- Der schwarze Fluch - Tödliche Leidenschaften (1995)
- Little Green Bag (2002)